# Lupin III (manga)
Lupin III (japanska: ルパン三世 Hepburn: Rupan Sansei) är en japansk manga från 1967, skapad av serietecknaren Monkey Punch efter inspiration från Arsène Lupin. Serien publicerades för första gången i tidningen Manga Action den 10 augusti 1967 och har sedan dess inspirerat både filmer och tv-serier. Samlingsversionen av serien består av 14 volymer. 

## Handling
Mangan handlar om gentlemannatjuven och kvinnokarlen Arsène Lupin III, arvtagare och brorsons son till den franske mästertjuven Arsène Lupin (skapad av Maurice Leblanc). Serien följer Lupins äventyr tillsammans med den nära vännen revolvermannen Jigen och sin före detta motståndare samurajen Goemon. Vännernas äventyr för dem oftast till världens alla hörn i jakt efter skatter och rikedomar, samtidigt som de behöver vara på sin vakt för Lupins ärkefiende Interpol-kommissarien Zenigata vilken ägnat sitt liv åt att fånga Lupin.
I delar av Lupin III-mangan finns konkreta intriger och miljöer hämtade ur Leblancs berättelser. Ett exempel är Hayao Miyazakis film Slottet i Cagliostro som löst baserats på romanen La Comtesse de Cagliostro (svenska: Arsène Lupins ungdomsbragd eller Grevinnan Cagliostro).

## Produktionshistoria

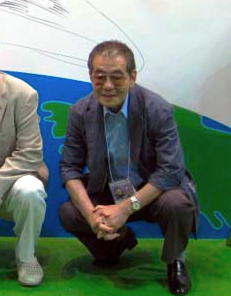
Monkey Punch, 2009.

## Karaktärer
- Arsène Lupin III
- Daisuke Jigen
- Goemon Ishikawa
- Fujiko Mine
- Kommissarie Zenigata

## Rättighetsproblem
När Monkey Puch skapade karaktären bad han inte om lov att använda sig av namnet Arsène Lupin, vilket ledde till att författaren Marcel Leblancs (1864–2012) avtagare lät höra av sig. Den utdragna rättighetsprocessen slutade med att Monkey Punch inte hade rätt att använda namnet Lupin III utanför Japan, vilket ledde till internationella lanseringar under namn som Wolf (i USA), Rupan III och Edgar de la Cambriole (Frankrike). 2012 löpte dock den internationella/franska skyddstiden på 70 år ut och Lupin III kunde legalt marknadsföras under samma namn på alla marknader för manga och anime. Dessförinnan hade Lupin III-namnet börjat användas på 1990-talet, efter utgången av en 50-årig skyddstid.
Vid lanseringen av Arsène Lupin hade Leblanc själv liknande rättighetsproblem. Leblancs val att inkludera Sherlock Holmes i sina berättelser utan att fråga Arthur Conan Doyle om lov innebar att den engelske privatdetektiven från och med 1907 fick lov att bära namnet Herlock Sholmès.